# Toby Gard
Toby Gard (Chelmsford, 8 giugno 1972) è un autore di videogiochi britannico.

## Storia
Toby Gard è stato inizialmente impiegato alla Core Design, la società che ha sviluppato il popolare Tomb Raider, dove concepì l'idea di Tomb Raider e di disegnare il personaggio guida, Lara Croft. Lasciò la Core Design, durante lo sviluppo di Tomb Raider II, perché era contrario al marketing del sex appeal di Lara Croft, e si sentì di non avere più molto controllo creativo sul gioco come aveva originalmente.
Più tardi Toby Gard sviluppò il videogioco Galleon presso la Cofounding Factor, uno studio di videogiochi che lui e il suo co-sviluppatore Paul Douglas fondarono nell'aprile 1997.
Dopo aver finito Galleon nel 2004, Gard fu ingaggiato dalla Eidos per lavorare con la Crystal Dinamics su Tomb Raider: Legend. Il suo ruolo per Legend era limitato a quello di consulente, piuttosto che ad un designer di videogiochi. Per il seguente gioco nella serie  Tomb Raider: Anniversary, gli fu dato il ruolo di capo disegnatore. Contribuì anche al commento di audio che ha accompagnato Anniversary. Divenne poi direttore di Tomb Raider: Underworld, e fu accreditato insieme a Eric Lindstrom per la storia.